# Hegnera obcordata
Hegnera obcordata är en ärtväxtart som först beskrevs av Friedrich Anton Wilhelm Miquel, och fick sitt nu gällande namn av Anton Karl Schindler. Hegnera obcordata ingår i släktet Hegnera och familjen ärtväxter. Inga underarter finns listade i Catalogue of Life.